# Майк Дженкінс (стронгмен)
Майк Дженкінс (англ. Mike Jenkins; нар. 11 березня 1982, Вестмінстер, Меріленд, США — пом. 28 листопада 2013, Дофін, Пенсільванія, США) — колишній американський стронгмен, переможець змагання Арнольд Стронґмен Класік 2012.

## Життєпис
Народився 11 березня 1982 року в містечку Вестмінстер, округ Меріленд, США. Під час перерви у виступах зі стронґмену працював у старшій школі. В 2007 виграв змагання Найсильніша Людина Меріленду що дало йому змогу кваліфікуватися до північноамериканських національних змагань зі стронґмену де Дженкінс посів шосте місце в загальному заліку. В 2009 році він значно покращив скуток посівщи друге місце.
У 2011 році взяв участь у Арнольд Клісік для стронґменів і дішов до фіналу де за підсуком посів друге місце, поступившись Жидрунасу Савіцкасу що однак не завадило йому кваліфікуватися до змагання за звання Найсильнішої Людини Світу що проходило того ж року. Не дивлячись на те що він чудово впорався із двома першими випробуваннями він був змушений припинити виступи на певний час через травму спини внаслідок чого посів восьме місце в загальному заліку.
У 2012 році виграв Арнольд Стронґмен Класік, випередивши екс-чемпіонів Дерека Паундстоуна, Жидрунаса Савіцкаса та Браяна Шоу. 17 березня 2012 він виграв змагання Велетні НаЖиво в Мельбурні, Австралія що дало йому змогу вдруге пройти відбір до Найсильнішої Людини Світу. Разом з Ніком Бестом він встановив спільний світовий рекорд, піднявши 1150 кг.
Помер 28 листопада 2013 року в 31-річному віці в місті Дофін, Пенсільванія. Слідчі встановили що причиною смерті стало довгострокове вживання анаболічних препаратів.